# Rolls-Royce 100EX
De Rolls-Royce 100EX is een conceptauto van Rolls-Royce die in 2004 werd voorgesteld op de Autosalon van Genève. Dit ter gelegenheid van de 100ste verjaardag van het merk, die op 4 mei werd gevierd. EX staat voor Experimental of experimenteel. Het is een zeer speciale grote auto geworden. Zo is het figuurtje op het radiatorrooster, de Spirit of Ecstasy, van zilver en is de afstand van de bestuurder tot dat figuurtje ruim 2,1 meter. De auto is in twee kleuren gespoten en het interieur baadt in leer en Teakhoutafwerking. Opvallend zijn ook het houtgebruik op de afdekkap van het vouwdak, de achterwaarts scharnierende portieren die de instap naar achteren moeten optimaliseren en de kofferbak die deels naar boven en deels naar onderen scharniert.
De wagen zal niet in productie komen. Dat zou nochtans niet veel moeite kosten daar alle onderdelen van het prototype functioneren. Doch werd bevestigd dat een afgeleide wagen, die momenteel nog de codenaam RR02 draagt, vanaf 2007 de reeds stopgezette Corniche 2000 zal gaan vervangen.
Technisch werd niet veel over de conceptwagen vrijgegeven, maar de autovakpers schatte het vermogen van de nieuw ontwikkelde 9,0 liter 64 kleppen V16 op ongeveer 700 pk en een koppel van 950 Nm. Die motor is gekoppeld aan een automatische versnellingsbak met zes verhoudingen.

## 101EX
Precies twee jaar later, in 2006, werd ook de 101EX voorgesteld op het Autosalon van Genève. Deze coupé is tevens een prototype, gebaseerd op de 100EX. De 101EX deelt haar aluminium chassis met de Phantom 2003, hetzij in verkorte versie. Hij is tevens 241,3 mm korter dan de Phantom met een lagere dakhoogte en een kleiner glasoppervlak. Het prototype heeft verder dezelfde motor als de Phantom; een 6,8 liter V12. Net als bij de 100EX heeft de 101EX een automatische zesversnellingsbak. Het koetswerk van de auto werd in koolstofvezel opgetrokken met een motorkap van aluminium. Een productieversie zou een volledig aluminium koetswerk krijgen. Ook heeft dit prototype achterwaarts scharnierende portieren wat zorgt voor een brede instap.